# Сликарска четкица
Сликарска четкица, кист или кичица је уметнички прибор за сликање. Има их разих величина, од 0 до 28. Длаке за четкицу су обично из коњског репа, пажљиво вађене и онда обрађене али има их и од животињске длаке нпр. самуровине. Производе се разних ширина и облика. 
Ако се употребљава четкица за наношење материјала који нису растворљиви у води потребно је да је очистимо након употребе у погодном средству за раствараље јер би у супротном случају дошло до стврдљаваља на четки односно дошло би до њеног уништеља.